# Bordura componada

En España: Bordura componada con las armas de Castilla y León

En heráldica se llama bordura componada a la pieza honorable formada por compones. En España se usaban los compones cuadrados y se ponen hasta veinte compones. Se suelen poner siete compones para la banda y barra, seis para el palo y cinco para la faja. Los franceses y belgas frecuentan poner hasta dieciséis compones; pero su forma es algo diferenciada resultante de dos palos y dos fajas cruzados, partiendo de los cuatro ángulos.

## Ejemplos

En Francia: Armas de Centre-Val de Loire Blasonamiento: De azur tres flor de lis de oro con lambel de plata y bordura componada de plata y gules.
En Bélgica: Armas de la familia Le Hardy de Beaulieu Blasonamiento:"Partido: 1: Al Jefe del escurdo de oro, 2: En campo de azur tres losanges de oro, una bordura componada de sable y oro; 3: En campo de Gules, un crevrón de plata acompañado en la base de una espada del mismo adornada con oro.
En Bélgica: Armas de la Familia de Muyser Lantwyck Blasonamiento: Partido: A la diestra: De sable a un gato de plata sentado, la cabeza posando al frente, la pata delantera descansando sobre un ratón de gules. A la siniestra: Jefe en campo de oro y tres palos de gules, en campo de plata una flor de lis de sable. Bordura componada dieciséis piezas de gules y plata,. Los compones de gules cargados con una espada de plata y adornados con oro colocados en barra, la punta hacia abajo. Los compones de plata cargados con un león rampante de gules, armado y de lengua azur.
En Bélgica: Armas de la Familia de Villegas Blasonamiento: En campo de plata la Cruz de Florencia de sable, vaciado del campo. Bordura componada de dieciséis piezas, ocho gules, cada una cargada con una torre de oro y ocho plata, cada una cargada con una caldera de sable.
En Inglaterra: Escudo de armas de John Beaufort, primer conde de Somerset. Blasón de la familia Arms of Beaufort, Condes y Duques de Somerset: Blasonamiento: Cuartelado, 1º y 4º: Azur, flor de lis dorada sembrada (Francia); 2º y 3º: Gules, tres leones pasantes guardantes (Leopardos) en oro (Inglaterra); todo dentro de una bordura componada de plata y azur.
Bordura componada de diez compones
Bordura componada irregular de diez compones
Bordura componada de doce compones
Bordura componada irregular de doce compones
Bordura componada de catorce compones
Bordura componada de catorce compones
Bordura componada irregular de catorce compones
Bordura componada irregular de catorce compones
Bordura componada de dieciséis compones
Bordura componada irregular de dieciséis compones
Bordura componada de dieciocho compones
Bordura componada irregular de dieciocho compones
Bordura componada de veinte compones
Bordura componada irregular de veinte compones